# Crna Reka (gmina Trgovište)
Crna Reka (cyr. Црна Река) – wieś w Serbii, w okręgu pczyńskim, w gminie Trgovište. W 2011 roku liczyła 36 mieszkańców.